# Рейхсвер

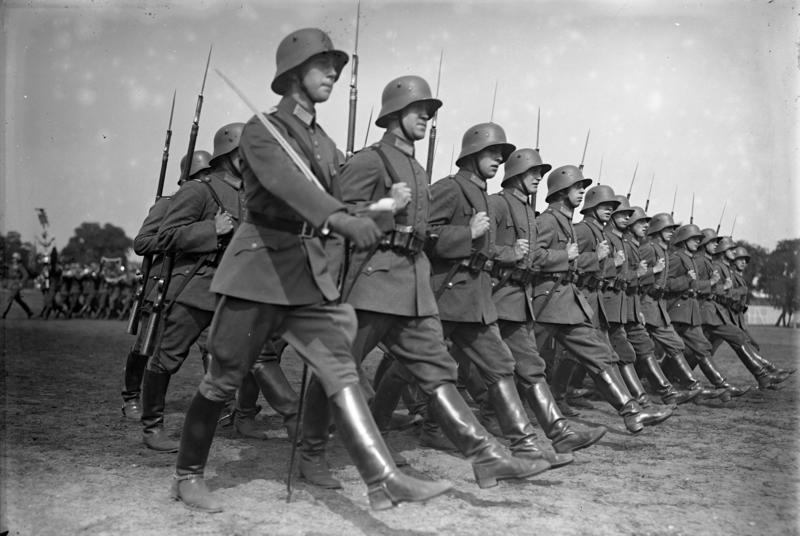
Подразделение рейхсвера на параде.

Рейхсвер (нем. Reichswehr — букв. «государственная оборона») — вооружённые силы Германии в период с 1919 года по 1935 год.
После того как в январе 1919 года Вооружённые силы Германской империи были распущены, в марте 1919 года новое правительство рейха приняло решение сформировать временный рейхсвер. После промежуточного этапа  в январе 1921 года был сформирован рейхсвер. По условиям Версальского мирного договора 1919 года численность войск и вооружение были строго ограничены.
Рейхсвер действовал как «государство в государстве», и его руководство было важным фактором политической власти в Веймарской республике. Оно отчасти поддерживало демократическую форму правления, как в рамках пакта Эберта-Грёнера, а отчасти  — антидемократические силы, как в случае с «Чёрным рейхсвером». Рейхсвер был организован как непризывные вооружённые силы, которые опирались на опыт старой имперской армии и закладывали основы для будущего перевооружения.
После объявления Адольфом Гитлером «восстановления военного суверенитета» (возврат воинской повинности, создание военно-воздушного флота (люфтваффе) в 1935 году рейхсвер был преобразован в вермахт.

## История возникновения

### Ограничения вооружения Версальским договором
В части V Версальского мирного договора, заключенного в 1919 году, Германская республика обязалась ограничить численность и вооружение своих вооруженных сил таким образом, чтобы они использовались только для поддержания порядка внутри государства и стран (земель) и для охраны государственной границы. Согласно предписаниям держав-победительниц в Первой мировой войне в статьях 159—213 договора сухопутные вооруженные силы страны могли составлять максимум 100 тысяч человек плюс 15 тысяч военных моряков. Генеральный штаб подлежал роспуску. Тяжёлое вооружение, такое как артиллерия калибра более 105 мм (корабельные орудия калибром более 203 мм), броневая техника, подводные лодки и крупные корабли, было запрещено. Германии также не разрешалось иметь военно-воздушные силы. До 1927 года предписания находились под контролем Межсоюзнической военной контрольной комиссии.
Руководство рейхсвера обходило ограничения вооружений с помощью ряда секретных и нелегальных мер: они включали тайное создание так называемого «Чёрного рейхсвера», несанкционированные испытания артиллерии, самолётов и танков в Советском Союзе, учреждение курсов помощников командира, которые должны были компенсировать запрещенную подготовку офицеров генерального штаба и сохранить генеральный штаб во вновь созданном войсковом управлении. Планирование военной промышленности разрабатывалось в Статистическом обществе совместно с Имперским союзом германской промышленности. С помощью отставных офицеров создавались народные спортивные школы в основном вблизи бывших полигонов, где готовили военно-спортивных инструкторов для подготовки пехотинцев. В учебных целях использовались макеты танков.
Рейхсвер считал себя «кадровой армией» или «руководящей армией», то есть каждый солдат был обучен таким образом, чтобы взять на себя более высокую ответственность, что в свою очередь стало основной предпосылкой для быстрого роста армии, авиации и военно-морского флота, после того как в 1935 году Гитлер провозгласил «военный суверенитет».

### Создание рейхсвера
9 ноября 1918 года в результате Ноябрьской революции в Германии была провозглашена республика, кайзер Вильгельм II бежал в Нидерланды.

Знамя рейхсвера (1919-1933)

11 ноября 1918 года было подписано Компьенское перемирие. Новое германское правительство согласилось на скорейшее освобождение оккупированных территорий. 12 ноября на Западном фронте началось отступление. К 17 января 1919 года немецкие войска покинули районы левобережья Рейна. Главная задача состояла в том, чтобы постепенно разоружить эти части «старой армии», которая насчитывала несколько миллионов солдат. Это происходило в заранее определенных местах демобилизации, обычно в соответствующих гарнизонах; для полков с гарнизонами на левом берегу Рейна места демобилизации определялись в пределах рейха.
Совет народных уполномоченных и Верховное командование сухопутных войск намеревались после демобилизации перевести существующие части в армию мирного времени. 19 января 1919 года правительство рейха издало «Предварительные положения об обмундировании мирной армии». Однако Веймарское учредительное собрание, собравшееся 6 февраля 1919 года, приняло 6 марта 1919 года закон о формировании временного рейхсвера. Этот закон уполномочил рейхспрезидента «распустить существующую армию и сформировать временный рейхсвер, который вплоть до создания в соответствии с законами рейха нового вермахта защищает границы рейха, обеспечивает выполнение распоряжений правительства рейха и поддержание законности и порядка».
Численность армии должна была достигать 400 тысяч человек.
Закон о формировании временного военно-морского флота от 16 апреля 1919 года. уполномочил рейхспрезидента «распустить существующие соединения прежнего военно-морского флота и сформировать временный имперский флот, который вплоть до создания в соответствии с законами рейха нового вермахта обеспечивает охрану побережья Германии за счет разминирования, выполнения функций морской полиции и прочей поддержки, создает возможность безопасного торгового судоходства, беспрепятственного осуществления рыболовства, обеспечивает в сотрудничестве с рейхсвером выполнение распоряжений правительства рейха и поддержание законности и порядка».
Численность флота должна была достигать 20 тысяч человек.
С 1 октября 1919 года по 1 апреля 1920 года вооруженные силы так называемого временного рейхсвера были преобразованы в 200-тысячную «переходную армию». При этом прежние соединения и службы старой армии были ликвидированы. После промежуточного этапа в 150 тысяч человек в октябре 1920 года к 1 января 1921 года была достигнута окончательная численность армии в 100 тысяч человек. Рейхсвер был сформирован 1 января 1921 года, детали регулировал военный закон от 23 марта 1921 года.
Солдаты присягнули Веймарской конституции: 

Я клянусь в верности Конституции рейха, клянусь как храбрый солдат в любое время защищать Германский рейх и его законные институты, подчиняться рейхспрезиденту и моему начальству.
Оригинальный текст (нем.)Ich schwöre Treue der Reichsverfassung und gelobe, daß ich als tapferer Soldat das Deutsche Reich und seine gesetzmäßigen Einrichtungen jederzeit schützen, dem Reichspräsidenten und meinen Vorgesetzten Gehorsam leisten will.

### Руководство рейхсвера
В соответствии с Веймарской конституцией рейхспрезидент имел «верховное командование над всем вермахтом рейха». Однако он мог действовать только при наличии подписи члена правительства. С точки зрения командных полномочий это был министр рейхсвера.
До 1926 года должность рейхспрезидента занимал Фридрих Эберт, за ним последовал Пауль фон Гинденбург. Первым министром рейхсвера был Густав Носке, которого после капповского путча в 1920 году сменил Отто Гесслер. В 1928 году эту должность занял Вильгельм Грёнер, а в 1932 году его сменил его заместитель Курт фон Шлейхер. Шлейхер продолжал служить на временной основе в течение своего двухмесячного пребывания на посту рейхсканцлера. Прежде чем Гитлер получил назначение на пост рейхсканцлера, Гинденбург по собственной инициативе, а не по предложению рейхсканцлера, как это было предусмотрено конституцией, назначил Вернера фон Бломберга министром рейхсвера. Он должен был помочь «приручить» национал-социалистов, но позже поддержал их, например, за счет того, что рейхсвер присягнул Гитлеру. Впоследствии Бломберг ясно и открыто выступал против планов Гитлера относительно агрессивной войны и в 1938 году был освобожден от своих должностей вследствие кризиса Бломберга-Фрича.
Начальником управления сухопутных войск изначально был Вальтер Рейнхардт. После капповского путча этот пост занял Ханс фон Сект. В 1926 году на его место пришел Вильгельм Хейе. В 1930 году Хейе сменил Курт фон Хаммерштейн-Экворд, который подал в отставку 27 декабря 1933 года. Его преемником стал Вернер фон Фрич.

### Социальный состав
Ограниченная численность армии способствовала тщательному отбору личного состава. Опытные командиры пришли из «старой армии» рейха. В 1925 году доля офицеров из дворян составляла 24% против 30% в 1913 году и, таким образом, следовала многолетней тенденции к сокращению доли дворян среди офицеров. Большая часть офицерского корпуса имела консервативно-монархическое мировоззрение и отвергала Веймарскую республику. Однако среди бывшего дворянства были распространены критические настроения и в отношении национал-социализма.
Руководство рейхсвера и офицерский корпус успешно противодействовали демократизации войск. Предпочтение отдавалось новобранцам из преимущественно консервативных сельских районов Германии. По сравнению с молодыми людьми из города они считались не только физически более сильными, но и стойкими перед «искушениями» социал-демократии.

### Офицеры рейхсвера
Согласно положениям Версальского договора, армия рейхсвера могла иметь только 4 тысячи, а флот 1 500 офицеров. В состав офицерского корпуса сухопутных войск входили 3718 офицеров, в том числе 3 генерала, 14 генерал-лейтенантов, 24 генерал-майора, 105 полковников, 189 подполковников, 373 майора, 1098 капитанов и риттмейстеров, 1274 старших лейтенанта и 637 лейтенантов. К ним добавлялись 80 офицеров с особыми обязанностями и 202 военных чиновника в офицерском звании. В 1918 году в немецком офицерском корпусе насчитывался 227 081 человек, из них 38 118 действующих офицеров, то есть кадровых офицеров. Почти все офицеры, принятые в рейхсвер, были офицерами генерального штаба. Из примерно 15 тысяч офицеров, получивших за время войны офицерское звание, рейхсвер перенял лишь немногих, так как этим офицерам-фронтовикам в принципе была чужда офицерская жизнь. Демократически настроенных офицеров в войска не принимали. За некоторыми исключениями, особенно после капповского путча, радикально настроенные офицеры были уволены. Офицерский корпус придерживался монархических настроений, но делал вид, что верен республике. В то время как дворянство составляло всего 0,14% населения Германии, в среднем 23,8% офицеров рейхсвера были выходцами из дворянства. Доля дворян среди офицеров в отдельных родах войск была различна. В 1920 году в кавалерии 50% офицеров были дворянами. С другой стороны, лишь 5% офицеров в войсках связи и 4% в саперных частях были из дворян. Из примерно 1000 унтер-офицеров, получивших офицерское звание в 1919 году, только 117 человек или 3,5% оставались в рейхсвере до 1928 года. И в рейхсвере, и в кайзеровской армии за отбор кандидатов в офицеры отвечал командир полка. Кандидаты в офицеры происходили почти исключительно из кругов, традиционно близких к военным; в 1926 году 96% кандидатов в офицеры происходили из высших слоев общества. Кроме того, в конце 1920-х годов почти 50% кандидатов в офицеры происходили из семей офицеров, поскольку правительству рейха не удалось обеспечить государственный контроль над процессом набора кандидатов в офицеры. Офицерский состав рейхсвера был даже более однородным, чем при кайзере. В 1913 году 24% офицеров происходили из семей действующих или бывших офицеров, в 1927 году — 48% из офицерских семей.

### Годы кризиса 1919—1923
После поражения в Первой мировой войне бывшее Верховное командование сухопутных войск под руководством Вильгельма Грёнера предоставило услуги армии Совету народных уполномоченных под руководством Фридриха Эберта. Таким образом, рейхсвер обеспечил выживание нового правительства. В охваченном кризисом начале 1920-х годов вооруженные силы использовались в основном для борьбы с повстанческими левыми силами, такими как восстание спартакистов 1919 года.

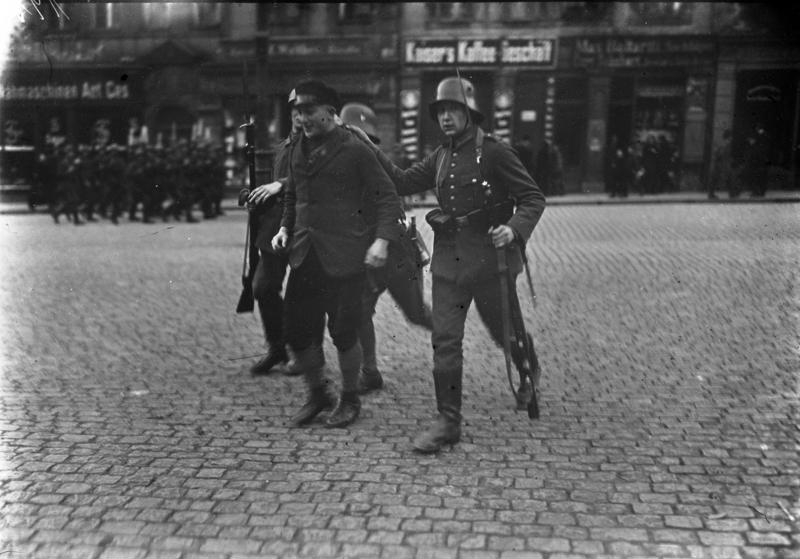
Солдаты рейхсвера участвуют в подавлении коммунистических волнений в Саксонии, октябрь 1923 г.

Рейхсвер оставил «национальную оборону» за фрайкорами там, где Версальский договор связывал ему руки или где собственных кадровых сил было недостаточно (приграничные бои против польских и литовских добровольцев, операции против Рурской Красной армии в демилитаризованной Рейнской области). Он сотрудничал с националистическим добровольческим корпусом, когда выступал против левых правительств в Тюрингии и Саксонии в октябре и ноябре 1923 года по случаю так называемых «имперских экзекуций». Генералы рейхсвера поддерживали тесные связи с правыми антиреспубликанскими военными объединениями ветеранов «Стальной шлем» и «Союз Кифхойзера», хотя официально называли себя «аполитичными».
В марте 1920 года рейхсвер не использовался политическим руководством против Капповского путча. Начальник войскового управления — замаскированного генерального штаба рейхсвера — Ханс фон Сект якобы заявил, что «рейхсвер не стреляет по рейхсверу». При этом у Секта не было и командных полномочий. Начальник управления сухопутных войск и, следовательно, высший военный офицер Вальтер Рейнхардт выступал за использование лояльных соединений рейхсвера. Однако ни министр обороны Густав Носке, ни правительство рейха не отдавали приказа о развёртывании. С другой стороны, коммунистическое восстание в марте, начавшееся во время Капповского путча в Рурской области и Саксонии, было безжалостно подавлено. В результате путча министра рейхсвера Густава Носке (СДПГ) сменил Отто Гесслер (НДП).
С 1921 года вопреки Версальскому договору руководство рейхсвера в сотрудничестве с Красной армией пыталось тайно внедрить новые системы вооружения и нарастить военно-воздушные силы. Германия поддерживала развитие современных технологий и смогла обучать своих солдат в Советском Союзе.
В феврале 1923 года новый начальник войскового управления генерал-майор Отто Хассе провел в Москве тайные переговоры. Германия поддерживала развитие советской промышленности, командиры Красной армии проходили штабную подготовку в Германии. Взамен рейхсверу была предоставлена возможность получать артиллерийские боеприпасы из Советского Союза, обучать лётчиков и танкистов на советской земле, а также производить и испытывать там боевые отравляющие вещества. В Липецке была основана секретная авиационная школа и испытательный центр рейхсвера, где было подготовлено около 120 военных летчиков, 100 воздушных наблюдателей и многочисленный наземный персонал в качестве базы для будущих немецких военно-воздушных сил.
Оккупация Рура в 1923 году показала слабость рейхсвера. В ноябре 1923 года в ответ на попытку в Баварии установить правую диктатуру Эберт передал исполнительную власть министру рейхсвера Гесслеру. На самом деле власть принадлежала начальнику управления сухопутных войск Секту, который предотвратил имперскую экзекуцию против правительства Густава Риттера фон Кара. Отто фон Лоссов, командующий Баварским военным округом, также принимал в этом участие. Он был отстранен от должности Гесслером. Как писал Сект в неотправленном письме, он симпатизировал правительству в Мюнхене и не считал Веймарскую конституцию noli me tangere («не тронь меня»). Она противоречит его политическому мышлению. Он также заявил в письме, что из-за недоверия рейхсвера к правительству Густава Штреземана он предвидел гражданскую войну, которую можно было бы предотвратить только путем смены правительства. Он выразил убеждение, что без поддержки рейхсвера правительство долго не продержится. Однако он не поддержал гитлеровский путч 8-9 ноября 1923 года.
Когда 3 ноября Сект заявил о своём желании стать рейхсканцлером, а Эберт отклонил его, сославшись на внешнеполитические причины и его незаменимость на посту начальника управления сухопутных войск, Сект согласился с этими аргументами. Он больше не хотел иметь ничего общего с путчем, к которому призывали некоторые высокопоставленные офицеры. В феврале 1924 года Сект сложил с себя диктаторские полномочия, полученные от Эберта.

### «Государство в государстве»

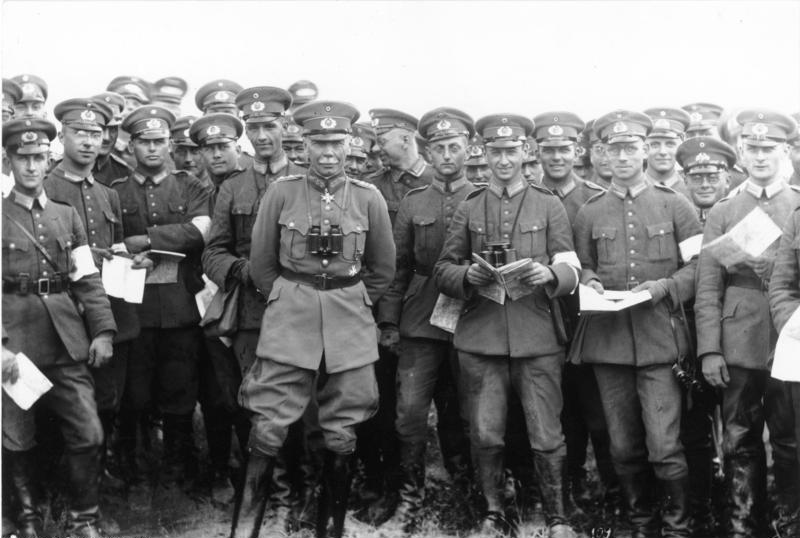
Генерал Ханс фон Сект на манёврах в Тюрингии, 1925

В 1925 году Локарнский договор исключил любое насильственное изменение западных границ, а в 1926 году Германия вступила в Лигу Наций. Позиция рейхсвера наглядно проявилась в дискуссии между рейхспрезидентом Эбертом и начальником управления сухопутных войск Сектом. Когда Эберт спросил его, где стоит рейхсвер, Сект ответил: «Рейхсвер стоит за мной». На вопрос, надёжен ли рейхсвер, он ответил: «Не знаю, надёжен ли он, но он мне подчиняется».
В 1925 году на президентских выборах одержал победу Пауль фон Гинденбург. Как победитель битвы при Танненберге он стал для солдат более узнаваемым лицом, чем Сект. 8 октября 1925 года Сект был снят с должности за участие сына бывшего кайзера в маневрах, хотя, видимо, были и другие причины, такие как критика недемократического руководства рейхсвера.
После Капповского путча рейхсвер под командованием Секта и Гесслера официально вел себя «аполитично». Члены рейхсвера не имели права голоса, подчинялись внутренней юрисдикции рейхсвера и, таким образом, были оторваны от общественно-политической карьеры. Благодаря прямому подчинению рейхспрезиденту и пакту Эберта-Грёнера армия смогла обеспечить широкую внутреннюю автономию. Она использовала это положение, чтобы, например, во время Капповского путча отказать правительству рейха в поддержке. Автономия, в том числе в подборе персонала, а также его кодекс ценностей и позиция, которая заключалась в служении государству, а не форме правления, в сочетании с собственной юрисдикцией при рейхспрезиденте сделали рейхсвер «государством в государстве», которое было трудно контролировать.
Примером растущей критики после увольнения Секта было предложение президента рейхстага Пауля Лёбе поставить рекрутирование новобранцев в зависимость от их физических данных. Он хотел, чтобы состав рейхсвера представлял срез всего общества. Рейхсвер, особенно в офицерском корпусе, находился под сильным влиянием национал-консерваторов и протестантов, и большая часть солдат происходила из крестьян и ремесленников. Неслучайно антиреспубликанская легенда об ударе ножом в спину нашла в этих кругах многочисленных последователей. Кроме того, служба в армии была менее привлекательной для представителей других слоев общества. Однако кадровый отбор в точности соответствовал представлениям руководства рейхсвера. Вот почему Лёбе встретил резкие возражения со стороны консервативных кругов. Они считали, что открытость понизит уровень рейхсвера. В то время как рейхсвер продолжал рассматривать войну как средство достижения политических целей, благодаря Локарнским договорам и плану Дауэса политика была больше направлена на поддержание мира и международного взаимопонимания. Сект и его офицеры были против вступления Германии в Лигу Наций и считали, что их существованию угрожает пацифизм левых.
Преемником Секта стал Вильгельм Хейе, хотя от этого свои позиции в первую очередь усилил тогдашний начальник отдела в министерстве Курт фон Шлейхер. Под его руководством рейхсвер стал больше вмешиваться в политику для достижения своих целей, и тем самым произошло его сближение с республикой. Рейхсвер принял демократию как форму правления, и Гренер видел в ней важный инструмент власти.
В феврале 1927 года была отозвана Межсоюзническая военная контрольная комиссия, которая до этого наблюдала за разоружением.
В 1928 году решение построить броненосец А, который соответствовал положениям Версальского договора, вызвал проблемы у Германа Мюллера и его коалиции (с 28 июня 1928 года по 27 марта 1930 года). Для руководства рейхсвера решение о строительстве было принципиальным политическим решением. В бюджете на 1929 год уже был заложен первый взнос на броненосец Б.
Выгоду от сближения республики и рейхсвера извлек прежде всего рейхсвер. Он добился увеличения военного бюджета. Критика этого бюджета рассматривалась как нападение на рейхсвер и, следовательно, на государство.

### Конец Веймарской республики

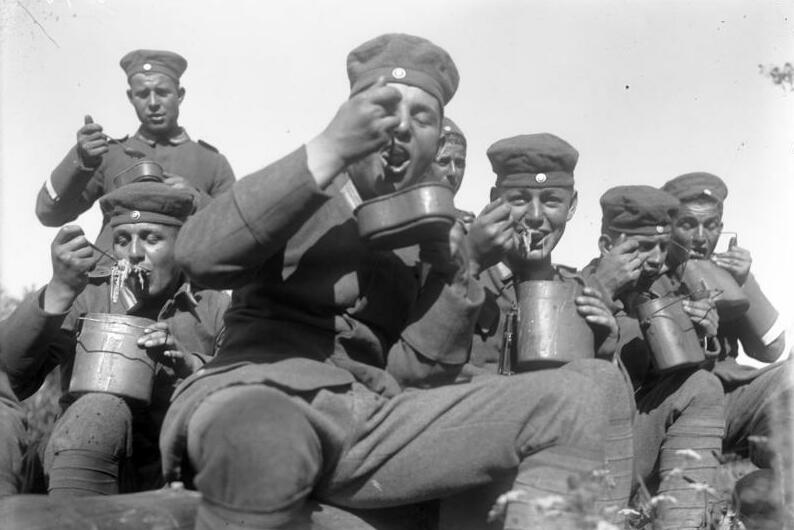
Солдаты рейхсвера в характерных «кайзеровских» бескозырках, обед на полевых учениях, 1932

С 1930 года влияние рейхсвера возросло в результате так называемых президентских кабинетов. Генрих Брюнинг был принят рейхсвером как бывший солдат и избавил Рейхсвер от непопулярных мер жесткой экономии. Франц фон Папен и генерал Курт фон Шлейхер рассматривали возможность использования рейхсвера для отмены демократии. Кроме того, одной из главных целей был пересмотр Версальского договора в интересах рейхсвера.
Когда в 1930 году трое офицеров (лейтенант Рихард Шерингер, лейтенант Ханнс Лудин и старший лейтенант Ганс Фридрих Вендт) предстали перед судом за национал-социалистическую деятельность в рейхсвере, Гитлер публично принес присягу законности. В 1931 году при формировании Гарцбургского фронта присутствовали и высокопоставленные члены рейхсвера. В 1932 году Грёнер, ставший тем временем и министром внутренних дел, запретил деятельность СА. Он потерял тем самым доверие рейхсвера и был вынужден уйти в отставку.
После государственного переворота в Пруссии 20 июля 1932 года исполнительная власть в Берлине и Пруссии была временно передана рейхсверу.
13 сентября 1932 года по инициативе генералов Вильгельма Грёнера и Курта фон Шлейхера был создан Имперский попечительский совет по обучению немецкой молодежи военному делу.

### Рейхсвер при Гитлере

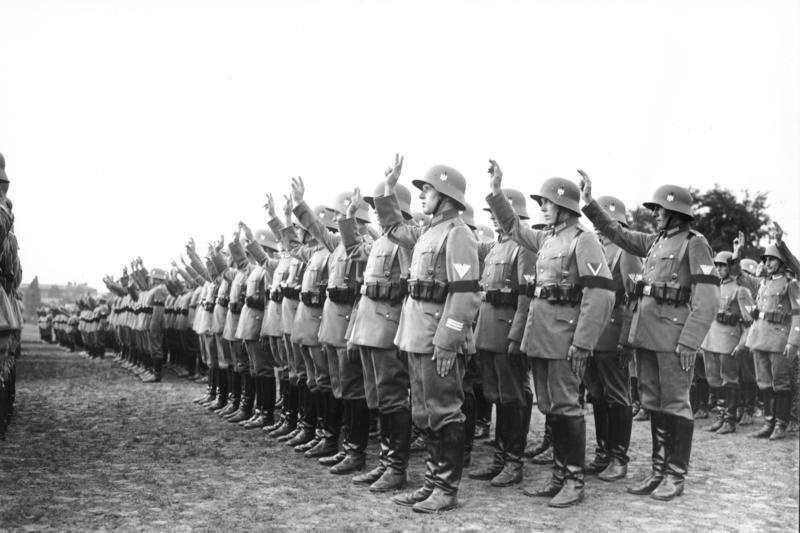
Солдаты рейхсвера присягают Гитлеру, август 1934 г.

Придя к власти, Гитлер нуждался в армии для реализации своей агрессивной внешней политики и решил отдать предпочтение опытному и дееспособному рейхсверу, а не штурмовым отрядам НСДАП. 3 февраля 1933 года он представил генералам свою правительственную программу, среди прочего, заверив их, что рейхсвер останется единственным носителем оружия в Германии, и пообещал вернуть воинскую повинность. В свою очередь рейхсвер надеялся на активизацию усилий по пересмотру Версальского договора и создание сильной армии и жесткого правительства. Однако существовали опасения, что рейхсвер может быть вытеснен штурмовыми отрядами, которые насчитывали 3 млн членов. Летом 1934 года рейхсвер поддержал Гитлера в отстранении СА от власти, когда распространились слухи о том, что Эрнст Рем готовит путч, который необходимо предотвратить. Когда эсэсовцы убили двух генералов рейхсвера, Курта фон Шлейхера и Фердинанда фон Бредова, офицерский корпус принял это к сведению без возражений.
2 августа 1934 года в день смерти рейхспрезидента Гинденбурга министр рейхсвера Вернер фон Бломберг объявил, что рейхсвер принесет присягу Гитлеру.
В нарушение Версальского договора 1 марта 1935 года были сформированы люфтваффе, а 16 марта того же года в Германии была возвращена воинская повинность. Этим же законом рейхсвер был переименован в вермахт. 1 июня 1935 года имперские сухопутные войска были переименованы в сухопутные войска, а имперский морской флот — в военно-морской флот.

## Министерство рейхсвера
Министру рейхсвера (Reichswehrminister) формально были подчинены начальник управления сухопутных войск (Chef der Heeresleitung) и начальник управления военно-морских сил (Chef der Marineleitung). Однако в связи с тем что министр рейхсвера не должен был являться военным лицом, он ограничивался в своей деятельности лишь выполнением своих министерских обязанностей. Непосредственно министру рейхсвера подчинялись адъютантура (Adjutantur), отдел контрразведки (Abwehrabteilung), юридический (Rechtsabteilung) и финансовый отделы (Haushaltsabteilung). Управлению сухопутных войск были подчинены войсковое управление (Truppenamt). выполнявшее штабные функции и генеральные командования.

## Структура
Рейхсвер состоял из сухопутных войск (Reichsheer) и военно-морского флота (Reichsmarine).

### Сухопутные войска
Воинскими частями в сухопутных войсках являлись полки (в пехоте, кавалерии и артиллерии) и отдельные батальоны (в войсках связи и  инженерных войсках), единственным тактическим соединением — дивизия, единственным оперативным объединением — генеральное командование. Таким образом, в составе сухопутных войск имелись 21 пехотный, 18 конных и 7 артиллерийских полков, объединённых в 7 общевойсковых и 3 конных дивизии.
Командование сухопутных войск (Heeresleitung)
- 1-е генеральное командование, штаб в Берлине (Бранденбург, Пруссия)
  - 1-я кавалерийская дивизия (1. Kavallerie-Division), штаб во Франкфурте-на-Одере (Франкфурт, Бранденбург, Пруссия)
    - 1-й (прусский) конный полк (1. (Preußisches) Reiter-Regiment), штаб, 1-й, 4-й и учебный эскадрон в Тильзите  (Гумбиннен, Восточная Пруссия), 2-й и 3-й эскадроны в Инстербурге (Гумбиннен, Восточная Пруссия)
    - 2-й (прусский) конный полк (2. (Preußisches) Reiter-Regiment), штаб полка, 2-й, 4-й и 6-й эскадроны в Остероде (Алленштайн, Восточная Пруссия), 1-й, 3-й и учебный эскадроны в Алленштайне (Алленштайн, Восточная Пруссия)
    - 3-й (прусский) конный полк (3. (Preußisches) Reiter-Regiment), штаб, 2-й и учебный эскадроны в Ратенове (Потсдам, Бранденбург), 1-й, 3-й и 4-й эскадроны в Штендале (Магдебург, Саксония)
    - 4-й (прусский) конный полк (4. (Preußisches) Reiter-Regiment), штаб, 1-й, 3-й и учебный эскадроны в Потсдаме (Потсдам, Бранденбург), 2-й и 4-й эскадроны в Перлеберге (Потсдам, Бранденбург);
    - 5-й (прусский) конный полк (5. (Preußisches) Reiter-Regiment), штаб, 3-й, 4-й и учебный эскадроны в Штольпе  (Кёслин, Померания), 1-й и 2-й эскадроны Бэльгарде (Кёслин, Померания)
    - 6-й (прусский) конный полк (6. (Preußisches) Reiter-Regiment), штаб полка, 1-й и учебный эскадроны, пулемётный взвод в Пазевальке (Штеттин, Померания), 2-й и 4-й эскадроны в Шведте, (Потсдам, Бранденбург), 3-й и 6-й эскадроны в Деммине, (Штеттин, Померания)

  - 1-я дивизия (1. Division), штаб в Кёнигсберге (Кёнигсберг, Восточная Пруссия, Пруссия)
    - 1-й (прусский) пехотный полк (1. (Preußisches) Infanterie-Regiment), штаб, 1-й и учебный батальоны и 13-я миномётная рота в Кёнигсберге, штаб, 5-я и 8-я роты 2-го батальона в Тильзите, 6-я и 7-я роты 2-го батальона в Инстербурге (Гумбиннен, Восточная Пруссия), 3-й батальон в Гумбиннене, (округ Гумбиннен, Восточная Пруссия)
    - 2-й (прусский) пехотный полк (2. (Preußisches) Infanterie-Regiment), штаб, 2-я и 4-я роты 1-го (егерского) батальона, учебный батальон и 13-я миномётная рота в Алленштайне (Алленштайн, Восточная Пруссия), штаб, 1-я и 3-я роты 1-го егерского батальона в Ортельсбурге, Алленштайн, Восточная Пруссия), 2-й батальон в Растенбурге (округ Кёнигсберг, Восточная Пруссия), 3-й батальон в Лётцене (Алленштайн, Восточная Пруссия)
    - 3-й (прусский) пехотный полк (3. (Preußisches) Infanterie-Regiment), штаб, 2-й батальон и 13-я миномётная рота в Дойч-Эйлау (Западная Пруссия, Восточная Пруссия), штаб, 2-я и 4-я роты 1-го батальона в Мариенвердере (Западная Пруссия, Восточная Пруссия), 1-я и 3-я роты 1-го батальона и учебный батальон в Мариенбурге (Западная Пруссия, Восточная Пруссия), 3-й батальон в Остероде (Алленштайн, Восточная Пруссия)
    - 1-й (прусский) артиллерийский полк (1. (Preußisches) Artillerie-Regiment), штаб в Кёнигсберге (Алленштайн, Инстербург)

  - 2-я кавалерийская дивизия (2. Kavalleriedivision) в Бреслау (Бреслау, Нижняя Силезия, Пруссия)
    - 7-й (прусский) конный полк (7. (Preußisches) Reiter-Regiment), штаб полка, 1-й, 2-й, 6-й и учебный эскадроны в Бреслау, 3-й и 4-й эскадроны в (Любене (Лигниц, Нижняя Силезия)
    - 8-й (прусский) конный полк (8. (Preußisches) Reiter-Regiment), штаб полка, 1-й, 3-й и учебный эскадроны в Бриге (Бреслау, Нижняя Силезия), 2-й эскадрон в Эльсе (Бреслау, Нижняя Силезия), 4-й эскадрон в Намслау (Бреслау, Нижняя Силезия)
    - 9-й (прусский) конный полк (9. (Preußisches) Reiter-Regiment), штаб полка, 1-й, 2-й и учебный эскадроны в Фюрстенвальде (Франкфурт, Бранденбург), 3-й и 4-й эскадроны в Бескове (Потсдам, Бранденбург)
    - 10-й (прусский) конный полк (10. (Preußisches) Reiter-Regiment), штаб полка, 3-й, 4-й и учебный эскадроны в Цюллихау (Франкфурт, Бранденбург), 1-й и 2-й эскадроны в Торгау (Мерзебург, Саксония)
    - 11-й (прусский) конный полк (11. (Preußisches) Reiter-Regiment), штаб полка, 3-й и 4-й эскадроны в Нойштадте (Оппельн, Верхняя Силезия), 1-й и учебный эскадроны в Олау (Бреслау, Нижняя Силезия), 2-й эскадрон в Лиобшютце (Оппельн, Верхняя Силезия)
    - 12-й (саксонский) конный полк (12. (Sächsisches) Reiter-Regiment), штаб полка, 4-й и 6-й эскадроны в Дрездене (Саксония), 1-й и 3-й эскадроны в Гримме, (Лейпциг, Саксония), 2-й и учебный эскадроны в Гроссенхайне, (Дрезден, Саксония)

  - 2-я дивизия (2. Division), штаб в Штеттине (Штеттин, Померания, Пруссия)
    - 4-й (прусский) пехотный полк (4. (Preußisches) Infanterie-Regiment), штаб, 2-й егерский батальон и 13-я миномётная рота в Кольберге (Кёслин, Померания), 1-й батальон в Штаргарде (Штеттин, Померания), штаб, 9-я и 10-я роты 3-го батальона в Дойч-Кроне (Шнайдемюль, Гренсмарк Позен — Западная Пруссия), 11-я и 12-я роты в Шнайдемюль, (Шнайдемюль, Гренсмарк Позен — Западная Пруссия), учебный батальон в Нойштеттине, Кёслин, Померания
    - 5-й (прусский) пехотный полк (5. (Preußisches) Infanterie-Regiment), штаб в Штеттине, 1-й батальон и 13-я миномётная рота в Штеттине, штаб и 7-я и 8-я роты 2-го батальона в Пренцлау (Потсдам, Бранденбург), 5-я и 6-я роты 2-го батальона в Ангермюнде (Потсдам, Бранденбург), 3-й батальон в Ростоке (Мекленбург-Шверин), учебный батальон в Грайфсвальде (Штральзунд, Померания)
    - 6-й пехотный полк (6. Infanterie-Regiment), штаб полка, штаб, 5-я и 8-я роты 2-го (ганзейского) батальона в Любеке, 6-я и 7-я роты 2-го (ганзейского) батальона в Ойтине, (Ольденбург), 1-й (мекленбургский) батальон в Шверине (Мекленбург-Шверин), 3-й (прусский) батальон в Фленсбурге (Шлезвиг-Гольштейн), прусский учебный батальон и 13-я миномётная рота в Ратцебурге (Шлезвиг-Гольштейн)
    - 2-й (прусский) артиллерийский полк (2. (Preußisches) Artillerie-Regiment), штаб полка, часть 2-го батальона и учебная батарея в Шверине (Мекленбург-Шверин), 1-й дивизион в Штеттине (Штеттин, Померания), 2-й дивизион в Гюстрове (Мекленбург-Шверин), 3-й дивизион в Итцехо (Шлезвиг-Гольштейн)

  - 3-я дивизия (3. Division), штаб в Берлине (Бранденбург, Пруссия) 
    - 7-й (прусский) пехотный полк (7. (Preußisches) Infanterie-Regiment), штаб полка и учебный батальон в Швайднице (Бреслау, Нижняя Силезия), штаб, 1-я и 2-я роты 1-го батальона в Бриге (Бреслау, Нижняя Силезия, позже - Оппельн, Оппельн, Верхняя Силезия), 3-я и 4-я роты в Найссе (Оппельн, Верхняя Силезия), 2-й егерский батальон в Хиршберге (Лигниц, Нижняя Силезия), 5-я, 6-я и 13-я миномётная роты в Глаце (Бреслау, Нижняя Силезия), 7-я и 8-я роты в Хиршберге, 3-й батальон (Бреслау, Бреслау, Нижняя Силезия)
    - 8-й (прусский) пехотный полк (8. (Preußisches) Infanterie-Regiment), штаб, 1-й батальон и 13-я миномётная рота во Франкфурте-на-Одере (Франкфурт, Бранденбург), 2-й батальон, штаб, 7-я и 8-я роты в Лигнице, (Лигниц, Нижняя Силезия), 5-я и 6-я роты в Глогау (Лигниц, Нижняя Силезия), 3-й батальон в Гёрлице (Лигниц, Нижняя Силезия), учебный батальон в Люббене (Франкфурт, Бранденбург)
    - 9-й (прусский) пехотный полк (9. (Preußische) Infanterie-Regiment), штаб, 1-й, 2-й, 3-й и учебный батальоны, а также 13-я миномётная рота в Потсдаме (Потсдам, Бранденбург)
    - 3-й (прусский) артиллерийский полк (3. (Preußisches) Artillerie-Regiment), штаб во Франкфурте-на-Одере (Франкфурт, Бранденбург), 1-й дивизион в Швайднице (Бреслау, Нижняя Силезия), 3-й дивизион в Ютербоге (Потсдам, Бранденбург), 4-й кавалерийский дивизион и учебная батарея (Потсдам, Потсдам, Бранденбург)

  - 4-я дивизия (4. Division), штаб в Дрездене (Саксония)
    - 10-й (саксонский) пехотный полк (10. (Sächsisches) Infanterie-Regiment), штаб, 1-й егерский и 3-й батальоны, 13-я миномётная рота в Дрездене, 2-й батальон в Баутцене (Саксония), Учебный батальон в Лёбау (Баутцен, Саксония)
    - 11-й (саксонский) пехотный полк (11. (Sächsisches) Infanterie-Regiment), 2-й и 3-й батальоны, 13-я миномётная рота в Лейпциге (Саксония), 1-й батальон в Глаухау (Цвиккау, Саксония), с 1923 года в Фрайберге (Дрезден, Саксония), учебный батальон в Лёбау, с 1923 года в Дёбельне (Лейпциг, Саксония)
    - 12-й пехотный полк (12. Infanterie-Regiment), штаб, прусский учебный батальон и 13-я миномётная рота в Хальберштадте, (Магдебург, Саксония, Пруссия), штаб, 1-я и 4-я роты 1-го (Анхальтского) батальона в Дессау (Анхальт), 2-я и 3-я роты в Цербсте, (Анхальт), 2-й (прусский) батальон в Кведлинбурге, (Магдебург, Саксония), 3-й (прусский) батальон в Магдебурге, (Магдебург, Саксония)
    - 4-й артиллерийский полк (4. Artillerie-Regiment), штаб полка, 3-й дивизион и учебная батарея в Дрездене (Саксония), 1-й дивизион в Хальберштадте, 2-й дивизион в Баутцене (Саксония)
- 2-е генеральное командование штаб в Касселе, (Гессен-Нассау, Пруссия)
  - 3-я кавалерийская дивизия (3. Kavallerie-Division) в Касселе, с 13.05.1925 в Веймаре, (Тюрингия)
    - 13-й (прусский) рейтарский полк (13. (Preußisches) Reiter-Regiment), штаб, 1-й, 2-й и учебный эскадроны в Ганновере (Ганновер), 3-й и 4-й эскадроны в Люнебурге (Ганновер)
    - 14-й конный полк (14. Reiter-Regiment), штаб полка, 1-й и учебный эскадроны в Людвигслюсте (Мекленбург-Шверин), 2-й эскадрон в Пархиме (Мекленбург-Шверин), 3-й и 4-й эскадроны в Шлезвиге (Шлезвиг-Гольштейн)
    - 15-й (прусский) конный полк (15. (Preußisches) Reiter-Regiment), штаб полка и учебный эскадрон в монастыре Абдинхоф (Падеборн, Минден, Вестфалия), 1-й и 2-й эскадроны в замке Нойгаус в Падеборне, 3-й, 4-й и 6-й эскадроны в Мюнстере (Мюнстер, Вестфалия)
    - 16-й конный полк (16. Reiter-Regiment), штаб, 1-й и 3-й эскадроны в Эрфурте (Эрфурт, Саксония), 2-й и учебный эскадроны в Хофгайсмаре (Кассель, Гессен-Нассау), 4-й и 6-й эскадроны в Лангензальца (Эрфурт, Саксония);
    - 17-й (баварский) конный полк (17. (Bayerisches) Reiter-Regiment), штаб полка, 1-й и учебный эскадроны в Бамберге (Верхняя Франкония, Бавария), 2-й эскадрон в Мюнхене (Верхняя Бавария) (2-й позднее в Ансбахе, Средняя Франкония, Бавария, 6-й - в Штраубинге), 3-й и 4-й эскадроны в Штраубинге (Нижняя Бавария, (3-й позднее в Ансбахе), до 1927 года находился в распоряжении 7-й дивизии
    - 18-й конный полк (18. Reiter-Regiment), штаб, 2-й и учебный эскадроны в Каннштатте (Штутгарт, Вюртемберг), 1-й, 3-й и 4-й эскадроны в Людвигсбурге (округ Неккар, Вюртемберг)

  - 5-я дивизия (5. Division), штаб в Штутгарте (Вюртемберг)
    - 13-й (вюртембергский) пехотный полк (13. (Württ.) Infanterie-Regiment), штаб полка, 3-й батальон и 13-я миномётная рота в Людвигсбурге (округ Неккар, Вюртемберг), 1-й батальон в Ульме (округ Дунай, Вюртемберг), 2-й батальон в Каннштатте (Штутгарт, Вюртемберг), учебный батальон в Гмюнде (округ Ягст, Вюртемберг)
    - 14-й (баденский) пехотный полк (14. (Badisches) Infanterie-Regiment), штаб и 1-й батальон в Констанце (округ Констанц, Баден), 2-й батальон в Тюбингене (округ Шварцвальд, Вюртемберг), 3-й батальон в Майнингене, (Майнинген, Тюрингия), учебный батальон, 14-я и 15-я роты и 13-я миномётная рота в Донауешингене (округ Констанц, Баден), 16-я рота в Филингене (округ Констанц, Баден)
    - 15-й пехотный полк (15. Infanterie-Regiment), штаб полка, 1-й (гессенский) батальон в Гиссене, Верхний Гессен, Народное государство Гессен, с 1925 года Кассель, Гессен-Нассау, Пруссия), 3-й (Прусский) батальон и 13-я миномётная рота в Касселе, гессенский учебный батальон в Марбурге (Кассель, Гессен-Нассау), штаб, 7-я и 8-я роты 2-го (тюрингского) батальона в Айзенахе (Айзенах, Тюрингия), 5-я и 6-я роты в Зондерсхаузене (Зондерсхаузен, Тюрингия, с 1925 года в Веймаре, Веймар, Тюрингия)
    - 5-й артиллерийский полк (5. Artillerie-Regiment), 2-й баденский дивизион и 10-я вюртембергская учебная батарея в Ульме (округ Дунай, Вюртемберг), 1-й дивизион в Фульде (Кассель, Гессен-Нассау), 3-й вюртембергский дивизион в Людвигсбурге (округ Неккар, Вюртемберг), 11-я прусская кавалерийская батарея в Фрицларе, (Кассель, Гессен-Нассау)

  - 6-я дивизия (6. Division), штаб в Мюнстере (Мюнстер, Вестфалия, Пруссия)
    - 16-й пехотный полк (16. Infanterie-Regiment), 3-й ольденбургский батальон и 13-я миномётная рота в Ольденбурге (Ольденбург), 1-й ганзейский батальон в Бремене, 2-й прусский батальон в Ганновере (Ганновер), прусский учебный батальон в Оснабрюке (Оснабрюк, Ганновер)
    - 17-й пехотный полк (17. Infanterie-Regiment), штаб, 1-й брауншвейгский батальон и 13-я миномётная рота в Брауншвейге, (Свободное государство Брауншвейг), 2-й прусский батальон в Гёттингене (Хильдесхайм, Ганновер), 3-й прусский егерский батальон в Госларе, Хильдесхайм, Ганновер), прусский учебный батальон в Целле (Люнебург, Ганновер)
    - 18-й пехотный полк (18. Infanterie-Regiment), штаб, 1-й (прусский) батальон и 13-я миномётная рота в Падеборне (Минден, Вестфалия), 2-й прусский батальон (Мюнстер, Мюнстер, Вестфалия), штаб, 11-я (шаумбург-липпская) и 12-я (прусская) роты 3-го батальона (Бюккебург, Шаумбург-Липпе), 9-я и 10-я (прусские) роты в Хамельне (Ганновер, Ганновер), липпский учебный батальон в Детмольде (Липпе)
    - 6-й (прусский) артиллерийский полк (6. (Preußisches) Artillerie-Regiment), штаб полка, 2-й дивизион и учебная батарея в Миндене (Минден, Вестфалия), 1-й дивизион в Мюнстере, 3-й дивизион в Ганновере (Ганновер), 4-й дивизион в Фердене (Штаде, Ганновер)

  - 7-я дивизия (7. Division), штаб в Мюнхене (Верхняя Бавария, Бавария)
    - 19-й (баварский) пехотный полк (19. (Bayerisches) Infanterie-Regiment), штаб полка, 1-й батальон и 13-я миномётная рота в Мюнхене, 2-й батальон в Аугсбурге, (Швабия, Бавария), 3-й батальон в Кемптене/Линдау (Швабия, Бавария), учебный батальон в Ландсхуте, (Нижняя Бавария, Бавария)
    - 20-й (баварский) пехотный полк (20. (Bayerisches) Infanterie-Regiment), штаб полка, 1-й батальон и 13-я миномётная рота в Регенсбурге, (Верхний Пфальц, Бавария), 2-й батальон в Ингольштадте (Верхняя Бавария, Бавария), 3-й батальон в Пассау (Нижняя Бавария, Бавария), учебный батальон в Амберге (Верхний Пфальц, Бавария)
    - 21-й (баварский) пехотный полк (21. (Bayerisches) Infanterie-Regiment), штаб, 2-й батальон в Нюрнберге (Средняя Франкония, Бавария), 1-й батальон в Вюрцбурге (Нижняя Франкония, Бавария), 3-й батальон в Байройте (Верхняя Франкония, Бавария), учебный батальон в Эрлангене (Средняя Франкония, Бавария), 13-я миномётная рота в Фюрте (Средняя Франкония, Бавария)
    - 7-й (баварский) артиллерийский полк (7. (Bayerisches) Artillerie-Regiment), штаб полка, 7-я, 9-я и учебная батареи 3-го дивизиона в Нюрнберге, 1-й батальон в Вюрцбурге, штаб, 4-я и 6-я горные батареи 2-го дивизиона в Ландсберге-на-Лехе, 5-я батарея 2-го дивизиона в Мюнхене, 8-я батарея 3-го дивизиона в Эрлангене

Тактические соединения
Каждая из общевойсковых дивизий состояла из:
- трёх пехотных полков (Infanterie-Regiment);
- одного артиллерийского полка (Artillerie-Regiment);
- отдельного батальона связи (Nachrichten-Abteilung), отдельного транспортного батальона (Fahr-Abteilung), отдельного инженерного батальона (Pionier-Bataillon), отдельного автомобильного батальона (Kraftfahr-Abteilung) и отдельного медицинско-санитарного батальона (Sanitäts-Abteilung).

Каждая из кавалерийских дивизий состояла из шести конных полков (Reiter-Regiment)
Воинские части
Каждый пехотный полк делился на:
- трёх пехотных батальонов (Bataillon) были вооружены винтовками маузера, пулемётчики - ручными пулемётами «MG 08/15», пулемётные отделения рот - станковыми пулемётами «MG 08»;
- учебного батальона (Ausbildungs-Bataillon);
- миномётной батареи (MW-Kompanie) (была вооружена батальонными 75-миллиметровыми миномётами образца 1909 года).

Каждый конный полк делился на:
- четырёх сабельных эскадронов (Reiter-Schwadronen);
- одного учебного эскадрона (Ausbildungs-Eskadron);
- одного пулемётного эскадрона (Schwere Schwadron) (были вооружены станковыми пулемётами «MG 08» и батальонными 75-миллиметровыми миномётами образца 1909 года).

Каждый артиллерийский полк делился на:
- трёх дивизионов (Abteilung), каждый из которых состоял из трёх батарей (Batterie), каждый из которых состоял из двух пушечных (были вооружены дивизионными пушками «FK 16 nA») и одной гаубичной батареи (были вооружены дивизионными гаубицами «leFH 16»);
- учебной артиллерийской батареи (Ausbildungs-Batterie);
- конной батареи (reitende batterie).

### Военно-морской флот
см. ст. Рейхсмарине

## Училища
- Пехотное училище рейхсвера (Infanterieschule der Reichswehr) в Мюнхене;
- Кавалерийское училище рейхсвера (Kavallerieschule der Reichswehr) в Ганновере;
- Артиллерийское училище рейхсвера в Йютербоге.

## Звания
Генералы
- Генерал-фельдмаршал (Generalfeldmarschall) (не присваивалось)
- Генерал-полковник (Generaloberst) (не присваивалось)
- Генерал рода войск — генерал от инфантерии (General der Infanterie), генерал от кавалерии (General der Kavallerie), генерал артиллерии (General der Artillerie)

среди офицеров министерства обороны - полковник министерства обороны
- Генерал-лейтенант (Generalleutnant)

в санитарных войсках — генерал-штабсарцт (Generalstabsarzt) и генерал-штабсветеринер (Generalstabsveterinär)
среди офицеров министерства обороны - подполковник министерства обороны
- Генерал-майор (Generalmajor)

в санитарных войсках — генерал-арцт (Generalarzt) и генерал-ветеринер (Generalveterinär)
среди офицеров министерства обороны - майор министерства обороны
Штабс-офицеры
- Полковник (Oberst)

медицинско-санитарных батальонах — оберст-арцт (Oberstarzt) и оберст-ветеринер (Oberstveterinär)
в военных оркестрах — музик-инспекциент (Heeresmusikinspizient)
в интендантстве — обер-штабс-цальмейстер (Oberstabszahlmeister) и оберст-интендант (Oberstintendant)
среди офицеров министерства обороны — капитан министерства обороны
- Подполковник (Oberstleutnant)

медицинско-санитарных батальонах — оберст-фельдарцт (Oberstfeldarzt) и оберст-фельдветеринер (Oberstfeldveterinär)
в военных оркестрах — обер-музик-инспикциент (Obermusikinspizient)
в интендантстве — штабс-цальмейстер (Stabszahlmeister) и обер-фельд-интендант (Oberfeldintendant)
- Майор (Major)

медицинско-санитарных батальонах — оберст-штабсарцт (Oberstabsarzt) и оберст-штабсветеринер (Oberstabsveterinär)
в военных оркестрах — музик-инспекциент (Musikinspizient)
в интендантстве — обер-цальмейстер (Oberzahlmeister) и обер-штабс-интендант (Oberstabsintendant)
Обер-офицеры
- Капитан (Hauptmann),

в кавалерийских дивизиях — ротмистр (Rittmeister)
медицинско-санитарных батальонах - штабс-арцт (Stabsarzt) и штабс-ветеринер (Stabsveterinär)
в военных оркестрах — штабс-музикмейстер (Stabsmusikmeister)
в интендантстве — цальмейстер (Zahlmeister) и штабс-интендант (Stabsintendant)
- Старший лейтенант (Oberleutnant)

медицинско-санитарных батальонах - обер-арцт (Oberarzt) и обер-фетеринер (Oberveterinär)
в военных оркестрах — обер-музикмейстер (Obermusikmeister)
- Лейтенант (Leutnant)

медицинско-санитарных батальонах - ассистентенарцт (Assistentarzt) и ветеринер (Veterinär)
в военных оркестрах — музикмейстер (Musikmeister)
Прапорщики
- Обер-фенрих (Oberfähnrich) (курсант, ожидающий присвоения офицерского звания)
- Фенрих (Fähnrich) (звание курсанта военного училища выпускного курса)
- Фанен-юнкер (Fahnenjunker) (звание курсанта военного училища)
  - Фанен-юнкер-штабс-фельдфебель (Fahnenjunker-Stabsfeldwebel)
  - Фанен-юнкер-обер-фельдфебель (Fahnenjunker-Oberfeldwebel)
  - Фанен-юнкер-фельдфебель (Fahnenjunker-Feldwebel)
  - Фанен-юнкер-унтер-фельдфебель (Fahnenjunker-Unterfeldwebel)
  - Фанен-юнкер-унтер-офицер (Fahnenjunker-Unteroffizier)
  - Фанен-юнкер-ефрейтор (Fahnenjunker-Gefreiter)

Унтер-офицеры
- Штабс-фельдфебель (Stabsfeldwebel),

в кавалерийских и артиллерийских полках — штабс-вахмистр (Stabswachtmeister),
в медицинско-санитарных войсках — санитетс-штабс-фельдфебель (Sanitätstabsfeldwebel),
в батальонах связи — штабс-функмейстер (Stabsfunkmeister),
в военных оркестрах — музик-штабс-фельдфебель (Musikstabsfeldwebel),
- Обер-фельдфебель (Oberfeldwebel),

в кавалерийских и артиллерийских полках — обер-вахмистр (Oberwachtmeister),
в медицинско-санитарных войсках — санитетс-обер-фельдфебель (Sanitätsoberfeldwebel),
в батальонах связи — обер-функмейстер (Oberfunkmeister),
в военных оркестрах — музик-обер-фельдфебель (Musikoberfeldwebel),
- Фельдфебель (Feldwebel),

в кавалерийских и артиллерийских полках — вахмистр (Wachtmeister),
в медицинско-санитарных войсках — санитетс-фельдфебель (Sanitätsfeldwebel),
в батальонах связи — функмейстер (Funkmeister),
в интендантстве — магацинмейстер (Magazinmeister), футтермейстер (Futtermeister), лагермейстер (Lagermeister), бакмейстер (Backmeister),
в военных оркестрах — музик-фельдфебель (Musikfeldwebel),
- Унтер-фельдфебель (Unterfeldwebel),

в кавалерийских и артиллерийских полках — унтер-вахмистр (Unterwachtmeister),
в медицинско-санитарных войсках — санитетс-унтер-фельдфебель (Sanitätsunterfeldwebel),
- Унтер-офицер (Unteroffizier),

Рядовые
- Штабс-ефрейтор (Stabsgefreiter)
- Обер-ефрейтор (Obergefreiter),
- Ефрейтор (Gefreiter),

в военных оркестрах — музыкант-ефрейтор (Musikergefreiter),
- Старший солдат (Oberwehrmann)

в пехотных полках — старший стрелок (Oberschütze),
в горно-стрелковых батальонах — старший егерь,
в кавалерийских дивизиях — старший рейтар (Oberreiter),
в артиллерийских полках — старший канонир (Oberkanonier),
в инженерных батальонах — старший пионер (Oberpionier),
- в батальонах связи — старший радист (Oberfunker),

в медицинско-санитарных батальонах — старший санитет-солдат (Sanitätsobersoldat),
в транспортных батальонах — старший ездовой (Oberfahrer),
в автомобильных батальонах — старший водитель (Oberkraftfahrer),
в военных оркестрах — старший музыкант (Musikoberschütze) и старший горнист (Trompeteroberreiter),
- Рядовой (Wehrmann):

в пехотных полках — стрелок (Schütze),
в горно-стрелковых батальонах — егерь (Jäger),
в кавалерийских дивизиях — рейтар (Reiter),
в артиллерийских полках — канонир (Kanonier),
в инженерных батальонах — сапёр (Pionier),
- в батальонах связи — радист (Funker),

в медицинско-санитарных батальонах — санитет-солдат (Sanitätssoldat),
в транспортных батальонах — ездовой (Fahrer),
в автомобильных батальонах — водитель (Kraftsfahrer),
в военных оркестрах — музыкант (Musikerschütze) и горнист (Trompeterreiter).

## Руководители

### Министры рейхсвера
- Носке, Густав (1919—1920)
- Гесслер, Отто (1920—1928)
- Грёнер, Вильгельм (1928—1932)
- Шлейхер, Курт фон (1932—1933)
- Бломберг, Вернер фон (1933—1935)

### Начальники управления сухопутных войск
- Вальтер Рейнхардт (1919—1920)
- Ханс фон Сект (1920—1926)
- Вильгельм Хейе (1926—1930)
- Курт фон Хаммерштейн-Экворд (1930—1934)
- Вернер фон Фрич (1934—1935)

### Начальники войскового управления
- Сект, Ханс фон (1919—1920)
- Хейе, Август Вильгельм (1920—1923)
- Хассе, Отто (1923—1925)
- Ветзель, Георг (1925—1926)
- Бломберг, Вернер фон (1927—1929)
- Хаммерштейн-Экворд, Курт фон (1929—1930)
- Адам, Вильгельм (1930—1933)
- Бек, Людвиг (1933—1935)